# Phoebis philea
A Phoebis philea a rovarok (Insecta) osztályának lepkék (Lepidoptera) rendjébe, ezen belül a fehérlepkék (Pieridae) családjába tartozó faj.

## Előfordulása
A Phoebis philea egyaránt előfordul Észak-, Közép- és Dél-Amerikában, valamint a Karib-térség egyes szigetein.

## Alfajai
- Phoebis philea philea (Linnaeus, 1763) (az Amerikai Egyesült Államoktól egészen Brazíliáig)
- Phoebis philea huebneri Fruhstorfer, 1907 (Kuba)
- Phoebis philea thalestris (Illiger, 1801) (Hispaniola)

## Megjelenése
Szárnyfesztávolsága 68–80 milliméteres. Szárnyainak színe felül is és alul is sárga, vörös színű pontokkal, illetve foltokkal.

## Életmódja
Ez a faj a trópusi és szubtrópusi bozótosokat, erdőszéleket, valamint a kerteket és mezőket választja élőhelyül. Az imágó a vörös színű virágok nektárjával táplálkozik. A hernyó tápnövényeit a Cassia nemzetségbeli fajok alkotják.
Az USA-hoz tartozó Florida államban 2-3 nemzetség lehet egy évben. Ennél északabbra már csak egyetlen egy. Elterjedésének északibb részein júliustól augusztus végéig repül.

## Képek

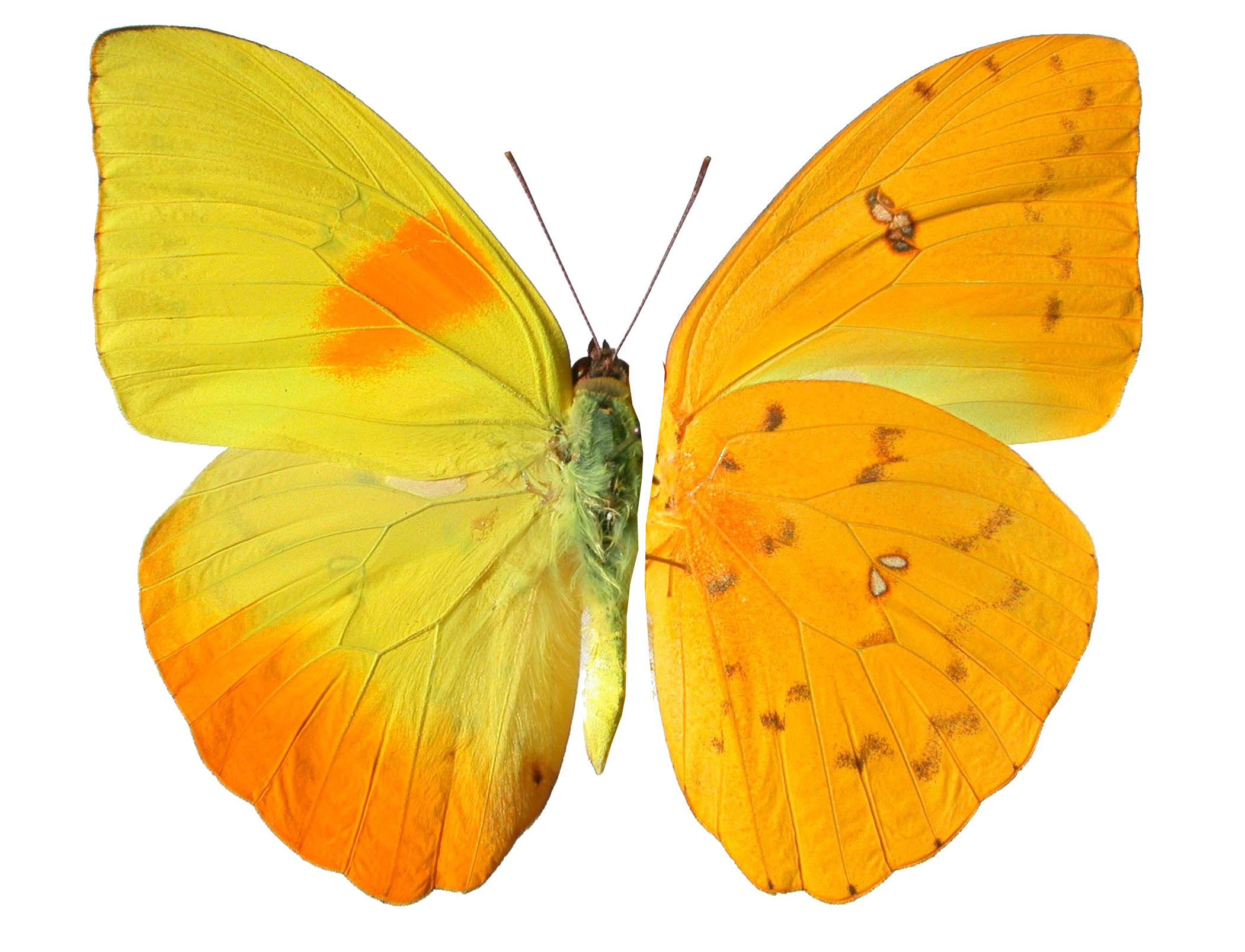
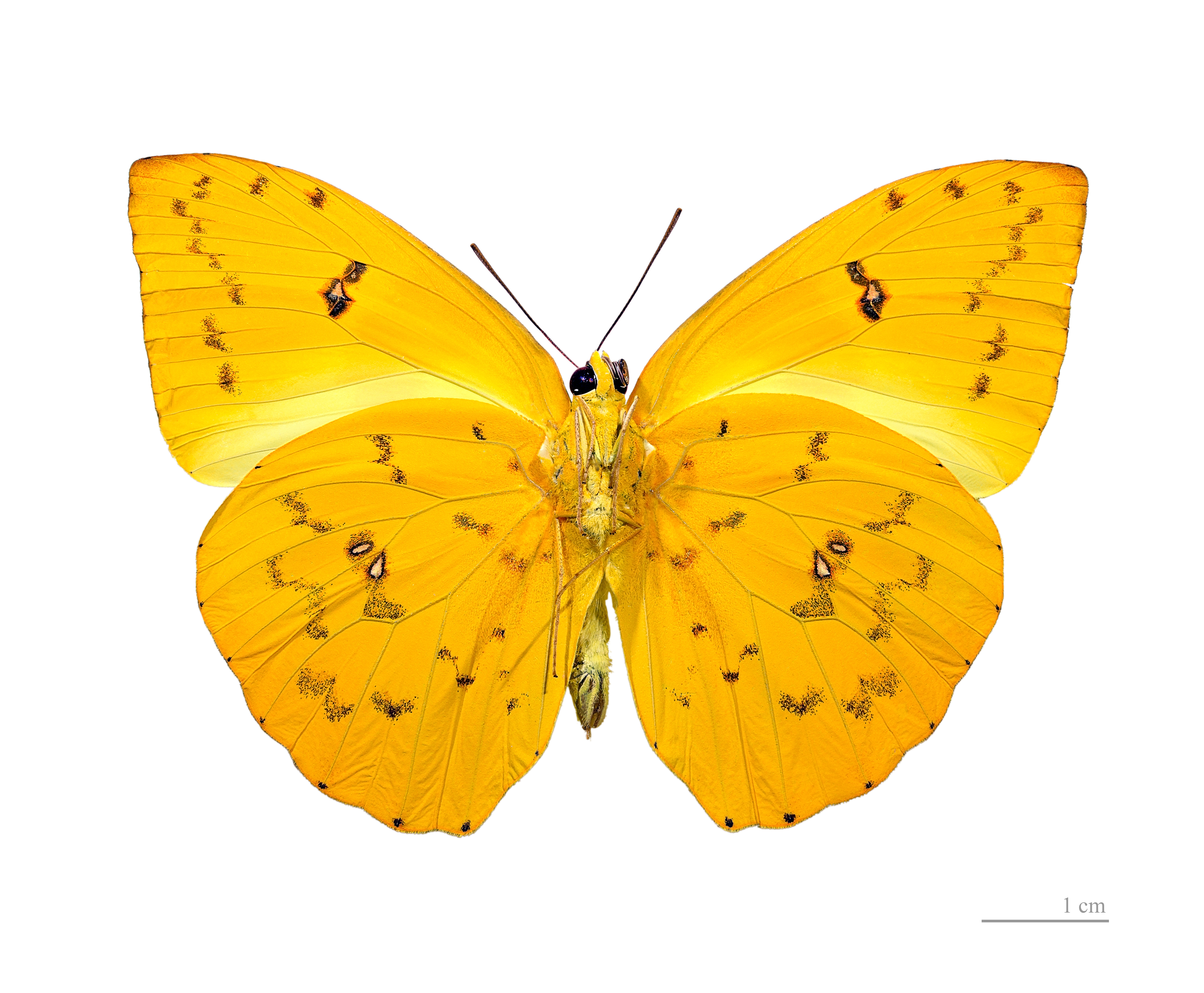
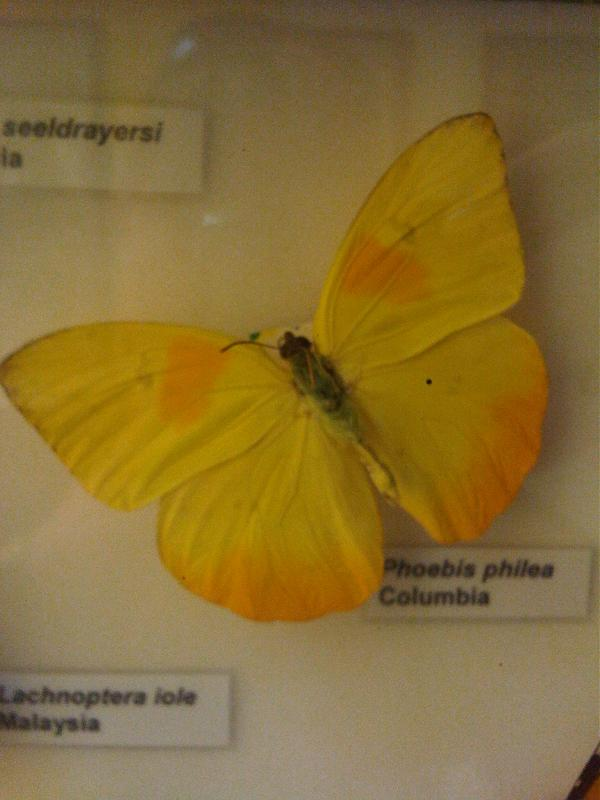
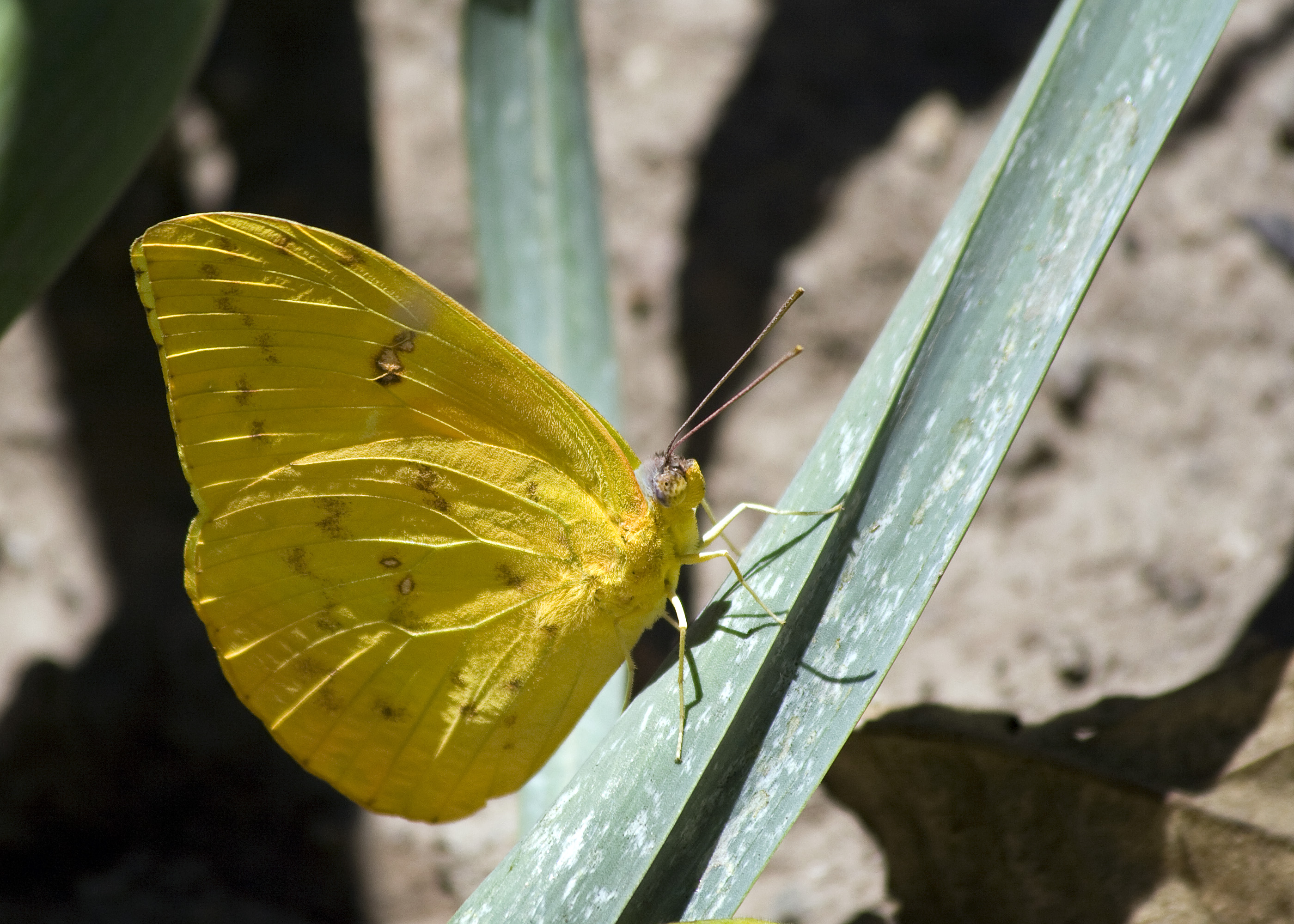

### Fordítás
- Ez a szócikk részben vagy egészben  a   Phoebis philea című angol Wikipédia-szócikk ezen változatának fordításán alapul.  Az eredeti cikk szerkesztőit annak laptörténete sorolja fel. Ez a jelzés csupán a megfogalmazás eredetét és a szerzői jogokat jelzi, nem szolgál a cikkben szereplő információk forrásmegjelöléseként.